# Melis Stoke
Melis Stoke (* um 1235; † um 1305) war ein niederländischer Geschichtsschreiber des 13. Jahrhunderts.

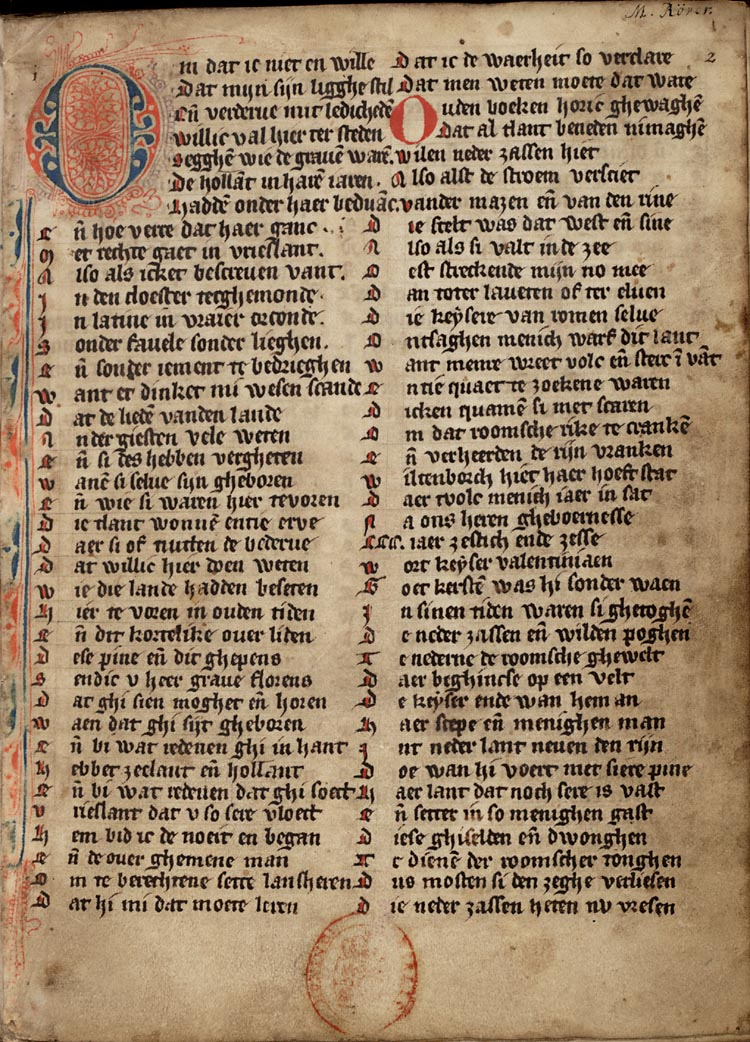
Erstes Blatt der Reimchronik

Melis Stoke wurde vermutlich um 1235 in Zeeland geboren und stand als Schreiber im Dienst des Grafen Jan II von Holland und des  Grafen Willem III von Holland. Er ist gemeinsam mit einem anonymen Autor der Verfasser einer Chronik der Grafschaft Holland in Reimform.

## Werke
Die in  Mittelniederländischer-Sprache abgefasste Reimchronik des Melis Stoke war eine der ersten Chroniken in den Niederlanden und wird daher auch nur „Die Holländische Reimchronik“ genannt.
Die Reimchronik, in der heutigen Überlieferung, entstand in mehreren Stadien. Die ersten Bücher der Reimchronik behandeln die Geschichte Hollands von 366 bis 1205 und stammen von einem anonymen Verfasser, der als Schreiber im Dienste von Florens V stand. In den Jahren von 1301 bis 1305 verfasste Melis Stoke eine Fortsetzung der Chronik, die er im Jahr 1205, also lange vor seiner Geburt beginnen ließ. Diese Bücher beruhen wohl auf der „Egmonder Chronik“ (Chronik im Kloster Egmond) und haben nur geringen Quellenwert. Die letzten, die von 1290 bis 1305 reichen, erzählen aus eigener Erinnerung und geben der Chronik den Wert eines Zeitzeugenberichtes.
Die Reimchronik beinhaltet sehr ereignisreiche und wechselhafte Jahre der niederländischen Geschichte. Sie enthält beispielsweise einen Bericht von der Ermordung Florens V. (1296) und Ausblicke auf die deutsche Reichsgeschichte.
Als eines der frühesten historiografischen Werke Hollands ist sie auch ein wichtiges Studienobjekt für die Sprachforscher des Mittelniederländischen.
Der Erstdruck der Reimchronik erfolgte 1591 in Amsterdam.